# Sağlıcak, Varto
Sağlıcak là một xã thuộc huyện Varto, tỉnh Muş, Thổ Nhĩ Kỳ. Dân số thời điểm năm 2011 là 37 người.